# Everybody's Golf
Everybody's Golf es un videojuego de deportes desarrollado en conjunto por Clap Hanz y SIE Japan Studio, y distribuido por Sony Interactive Entertainment en exclusiva para la consola PlayStation 4. Su fecha de lanzamiento se produjo en agosto de 2017.

## Jugabilidad
El juego permite la creación y personalización de personajes, jugar torneos contra la inteligencia artificial o contra otros jugadores en el multijugador en línea, en diferentes campos de golf. También se pueden realizar distintos tipos de actividades adicionales, como pescar, disputar carreras de carritos y buscar tesoros en un mundo abierto. Los jugadores tienen la posibilidad de desplazarse sobre carritos de golf a través de todos los escenarios.

## Desarrollo
El videojuego fue anunciado en una rueda de prensa previa al evento Tokyo Game Show en septiembre de 2014, con una fecha de lanzamiento prevista para 2015. Durante el anuncio, Shuhei Yoshida presidente de SIE Worldwide Studios anunció que el juego sería el primero de la serie en presentar elementos de mundo abierto.
En abril de 2017, se anunció su lanzamiento mundial para agosto del mismo año, junto con información acerca de los incentivos de preorden y una beta cerrada. El paquete de preorden consistía en un conjunto de objetos para el juego, un campo de golf conmemorativo por el vigésimo aniversario de la franquicia, un carrito de golf exclusivo, trajes exclusivos para personajes y un tema para PlayStation 4. En junio de 2018, se realizó una actualización en colaboración con el estudio Level-5, quienes estaban celebrando su 20º aniversario y tuvieron una relación cercana con Sony durante sus primeros años. Se añadieron personajes de las franquicias Dark Cloud, White Knight Chronicles, Ni no Kuni II, Profesor Layton y Yo-Kai Watch.

## Recepción

### Crítica
Everybody's Golf recibió críticas generalmente positivas por parte de la prensa de videojuegos, consiguiendo una calificación promedio de 78 sobre 100.